# Michaela Arvidsson
Michaela Arvidsson, född 5 april 1994, är en svensk sportskytt i grenen luftgevär damer. Hon gav Sverige en kvotplats till OS i Rio de Janeiro 2016 genom att sluta fyra i finalen i sin världscupsdebut i Changwon i Sydkorea 2015. I samma tävling satte hon även svenskt rekord med poängen 417,4 - en höjning av hennes eget tidigare svenska rekord med 0,4 poäng.